# ماریبی بیلبائو
ماریبی بیلبائو (اسپانیایی: Mariví Bilbao‎؛ ‏ ۲۲ ژانویهٔ ۱۹۳۰ – ۳ آوریل ۲۰۱۳) بازیگر اهل اسپانیا بود.
از فیلم‌ها یا مجموعه‌های تلویزیونی که وی در آن‌ها نقش داشته است، می‌توان به جهش به پوچی، دردسر قریب‌الوقوع و بسته از هر سو اشاره نمود.